# Panorcë
Panorcë / Ponorac (cyr. Понорац) – wieś w Kosowie, w regionie Prizren, w gminie Malishevë/Mališevo. W 2011 roku liczyła 997 mieszkańców. 